# Italo Montemezzi

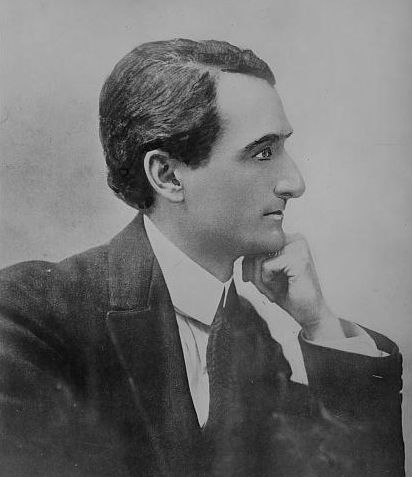

Italo Montemezzi (31 de maio de 1875 — 15 de maio de 1952) foi um compositor italiano. O seu trabalho mais conhecido é a ópera L'amore dei tre re.
Montemezzi nasceu em Vigasio, perto de Verona. Estudou música no Conservatório de Milão. 
A sua ópera L'amore dei tre re, escrita em 1913, lançou a sua carreira e permitiu-lhe  dedicar-se à composição. Em 1919 visitou os Estados Unidos, Dirigiu na estréia americana da sua ópera La Nave (Chicago Opera Association, 18 novembro), que teve estréia mundial em Milão (1918). Viveu no sul da Califórnia desde 1939, e comemorou com a rendição da Itália Italia mia (1944), regressou definitivamente em 1949. Outras obras incluem o poema sinfônico Paolo e Virginia e à cantata O Cântico dos Cânticos. 

## Óperas
- Bianca (Montemezzi) 1901
- Giovanni Gallurese (Turim, 1905)
- Hellera (Turim, 1909)
- L'amore dei tre re (Milão, 1913; Nova Iorque, 1914)
- La nave (Milão, 1918)
- La notte di Zoraima 1931
- L'incantesimo 1943
- La Principessa Lontana (incompleta)